# 虎窟寺 (北碧府)
虎窟寺或虎穴寺，又名呈万虎洞，是位于泰国北碧府塔孟县山顶，毗邻龙山寺及孟春寺的一座华人寺庙和旅游景点。虎窟寺起初只是一座山坡下方的老虎洞地区的小寺院。后来，此寺赢得了村民的信任，共同努力建设和修复直到如今的壮大规模。虎窟寺以其周围被湄公河及稻田环绕的风景和一座巨大的佛像而闻名。

## 开放时间
- 每周一至周五上午8时30分至下午4时30分[2]
- 每周六至周日上午8时至下午5时30分[2]

## 历史
虎窟寺原本只是一座小寺庙。此洞内原有一尊红土佛像，现已破损残破。据说，这些佛像是因为缅甸士兵行军经过时被毁坏的，但无法确认游行的具体时间。
另外，有传闻言这座山的山顶有3座红土塔，现已严重毁坏，难以恢复至从前的模样，戒堂和大佛已经建成。没有人知道这座寺院已经废弃了多久。1971年，阿赞Chuen “Pasathiko”大师开始整修洞穴和地区。
虎窟寺于1973年开始奠基及兴建。赐福姿势的龙婆钦（Luang Pho Chin Prathanphon）的佛像高9瓦9寸，圈宽5瓦3肘9寸。佛像周围有玻璃罩，其样式与成功佛佛像以金瓦装饰。目前，它是其中一座泰国最高的佛像。
1975年，建造了一座覆盖佛陀左足印的经阁，并于1977年开始建造寺庙的法堂。1983年，普密蓬·阿杜德国王陛下深感高兴，颁布了皇家命令，赐于此寺皇家维松坎西玛勋章（建造佛堂的区域），建造Atthmukh戒堂。
1984年晚些时候，举行了奠基浇柱仪式。“Phra Chedi Ket Kaew Prasat”历时7年建成，是一座橙色的八角形佛塔，高75米，共9层，中间有螺旋楼梯，可步行至顶层。每层楼都有窗户，周围有滑动玻璃板，并在窗户周围安有佛像。 1990年1月，寺庙举行安葬僧人仪式，一位僧王前来将佛舍利安放在Chulamanee Boromsari Rikthā遗迹中。

## 建筑景观
寺庙设有三个娜迦楼梯，访客可通过楼梯（共有158级台阶）爬向山顶，也可花费10泰铢享受电车服务。
成功登顶后可从观景台看到湄公河、山脉、稻田的景色，也可从上方看见不远处的龙山寺。